# Batalha de Útica (203 a.C.)
A Batalha de Útica foi travada em 203 a.C. entre os exércitos da República Romana e de Cartago durante a segunda guerra entre eles pelo domínio do Mediterrâneo ocidental. Por meio de um ataque surpresa, o comandante romano, Públio Cornélio Cipião (futuro "Cipião Africano"), conseguiu destruir uma grande força cartaginesa e de seus aliados númidas num local não muito distante da foz do rio Medjerda, na moderna Tunísia. Com esta vitória, Cipião conseguiu uma valiosa vantagem estratégica ao mudar o foco da guerra da península Itálica e da Península Ibérica para o norte da África cartaginês, o que seria decisivo para a vitória final dos romanos.

## Antecedentes
Os romanos invadiram a antiga Líbia (moderna Tunísia) durante a Primeira Guerra Púnica, uma expedição que terminou com uma desastrosa derrota do general Marco Atílio Régulo, que foi capturado. A segunda só aconteceria mais de cinquenta anos depois.
A invasão da África já era parte dos planos iniciais de Roma na condução da Segunda Guerra Púnica e só não aconteceu por que o líder dos cartagineses, o general Aníbal surpreendeu os romanos ao partir de sua base na Ibéria, atravessar o sul da Gália e cruzou os Alpes em 218 a.C.. O cônsul encarregado da expedição até Cartago na época decidiu transferir seu exército da Sicília para a Gália Cisalpina para defender o norte da Itália. O resultado foi a batalha de Trébia e uma série de outras pesadas derrotas infligidas aos romanos por Aníbal, o que adiou indefinidamente qualquer possibilidade de invasão do território cartaginês. Durante os anos seguintes, a guerra se desenrolou primordialmente na Itália, na Ibéria e na Sicília. A situação mudou quando Roma assumiu a vantagem no conflito. Em 205 a.C., os romanos já haviam conseguido conter de forma efetiva duas invasões ao território italiano — a de Aníbal, que teve as forças gradualmente desgastadas e os aliados derrotados, e a de Asdrúbal, filho de Amílcar Barca, que foi rapidamente derrotado na Batalha do Metauro (207 a.C.). Os diversos exércitos cartagineses foram expulsos da Sicília e da Ibéria e acabaram encurralados no extremo sul da península Itálica (Brúcio). Com a captura de Siracusa e a reconquista das regiões da Sicília perdidas temporariamente depois da derrota de Canas, os romanos conseguiram assegurar uma base naval para um assalto final ao território cartaginês. O terreno foi preparado através de uma série de raides ao norte da África em 208, 207  e 205 a.C..
Em 206 a.C., depois da batalha de Ilipa, Cipião conseguiu finalmente expulsar os cartagineses da Ibéria e passou a se preocupar com uma inevitável invasão do norte da África. Por conta disto, ele firmou uma aliança com Sífax — um dos mais poderosos monarcas númidas na época e um antigo inimigo de Cartago — mesmo antes de obter de Roma a missão de invadir Cartago e autoridade para realizá-la. Embora Cipião tenha sido eleito cônsul para o ano de 205 a.C., ele teve que enfrentar uma forte resistência política no Senado romano antes de conseguir aprovar seu plano de invasão. Seu principal adversário era Fábio Máximo (o "Protelador"), que acreditava que uma expedição até a África seria muito arriscada e que o objetivo principal era derrotar definitivamente Aníbal, que estava encurralado em Brúcio. Cipião conseguiu persuadir os senadores e convenceu-os de que seu plano era a maneira perfeita de obrigar que os cartagineses deixassem a Itália. Ainda assim, Cipião não conseguiu os recursos de que precisava e precisou investir mais um ano inteiro nos preparativos da invasão.
Os cartagineses foram alertados da iminente invasão quando Cipião enviou seu legado, Caio Lélio, à frente de uma força naval para saquear a área de Hipo Régio na costa africana, a oeste de Cartago (205 BC), e tomaram diversas medidas para evitar uma grande invasão romana. Porém, as tentativas de convencer o rei Filipe V da Macedônia a invadir a Sicília fracassaram e os reforços enviados ao já desgastados exércitos em Brúcio (Batalhas de Crotona) e na Ligúria (Raide no vale do Pó) não foram suficientes para reavivar a guerra na Itália. Por outro lado, Cipião não desistiu da invasão quando Sífax desertou os romanos depois de receber em casamento a filha de Asdrúbal Giscão, a bela Sofonisba.

## Início da invasão e a Batalha de Útica

### Invasão da África
A invasão da África começou em 204 a.C. com o desembarque de cerca de 35 000 soldados romanos das centenas de navios de transporte da marinha romana em Cabo Farina (ou "Pulcrum"), a cerca de 35 quilômetros a oeste de Cartago. A chegada de Cipião, vitorioso na Ibéria, provocou um grande temor e permitiu que os romanos capturassem diversas cidades e saqueassem livremente a região. O principal comandante cartaginês na defesa do território era Asdrúbal Giscão, que enviou uma importante unidade de cavalaria para evitar mais saques e depredações e para conter as manobras de Cipião, mas os romanos conseguiram destruí-la perto da cidade de Salaeca. A vantagem temporária de Cipião aumentou ainda mais quando os romanos receberam o apoio das forças de Massinissa, o líder dos massílios, a tribo númida rival dos masésilos de Sífax. Os planos de Asdrúbal foram ainda atrapalhados pela indecisão de Sífax, que "fracassou [...] em prestar-lhes [aos cartagineses] [...] um apoio efetivo", o que permitiu que os romanos devastassem o território impunemente.

### Cerco de Útica
No outono, tendo amealhado um considerável saque e muitos escravos, Cipião marchou para Útica. Sua intenção era capturar a antiga cidade fenícia e fazer dela uma base para novas operações. Um primeiro assalto direto às muralhas da cidade foi repelido, apesar do apoio das armas de cerco e da marinha romana, o que forçou Cipião a empreender um cerco tradicional. Porém, a repentina chegada de dois grandes exércitos cartagineses forçou o recuo romano. Eles eram comandados por Asdrúbal Giscão e seu genro Sífax que, aparentemente, havia abandonado sua indecisão. A superioridade numérica cartaginesa (segundo a tradição passada por autores antigos como Políbio e Lívio, o exército de Asdrúbal tinha mais de 30 000 homens e o de Sífax, o dobro disto, mas estes números são considerados exagerados pelos estudiosos modernos) forçou Cipião a recuar até um cabo não muito distante de Útica e que seria mais tarde chamado de Castra Cornelia. Ele fortificou a estreita passagem terrestre e armou seu acampamento de inverno contando com o suprimento de milho e as roupas de frio vindos da Sicília, da Sardenha e da Ibéria. Asdrúbal e Sífax construíram seus acampamentos separados não muito distantes dali.

### Negociações de paz
Durante todo o inverno, os cartagineses continuaram a reforçar seus exércitos. Eles preparam uma frota para interromper a linha de suprimentos e bloquear totalmente o exército romano e aguardavam a chegada de mercenários vindos da Ibéria e da Ligúria. As hostilidades cessaram por um tempo por conta dos esforços de Sífax em arbitrar uma reconciliação entre as partes. Asdrúbal aceitou os termos propostos, que estipulavam que tanto Roma quanto Cartago retirariam seus exércitos invasores na Itália e na África, mas não interrompeu os preparativos militares já em andamento. A paz nestas condições definitivamente não era o objetivo de Cipião em suas negociações com Sífax. A princípio, ele utilizou as negociações para acobertar suas tentativas de atrair os númidas masésilos para o lado romano. Quando ele percebeu que não teria sucesso, Cipião continuou, ainda assim, enviando emissários até o acampamento númida para, num primeiro momento, desviar a atenção do inimigo numa falsa demonstração de insegurança e pressa para firmar uma paz, e, mais tarde, para obter mais informações sobre a posição e organização do inimigo. Seus enviados, que foram cuidadosamente selecionados para este último objetivo, relataram que os dois acampamentos eram primordialmente compostos por cabanas construídas com madeira, caniços e outros materiais inflamáveis.

### Primeira versão: incêndio dos acampamentos
Com base nestas informações, Cipião elaborou seu plano de batalha. Ele sabia dos preparativos cartagineses para um ataque a Castra Cornelia e, ao primeiro sinal da primavera, lançou um ataque preemptivo. Os escritores antigos dão duas versões sobre o eventos subsequentes. Segundo Lívio e Políbio, Cipião deslocou um destacamento de 2 000 soldados numa colina perto de Útica para enganar os batedores inimigos transmitindo a sensação de que estaria se preparando para atacar a cidade. Outro pequeno destacamento foi deixado para guardar o acampamento romano de um possível ataque das forças no interior da cidade. O resto de seu exército marchou à noite por mais de dez quilômetros e alcançou os acampamentos de Asdrúbal e Sífax antes da madrugada. Cipião separou seu exército em duas metades e ordenou que Caio Lélio e os númidas de Massinissa ateassem fogo e destruíssem o acampamento de Sífax. Pegos de surpresa e ainda dormindo, os soldados inimigos não tiveram chance e foram completamente destruídos quando as chamas se espalharam rapidamente por todo o acampamento. Todas as saídas estavam bloqueadas pelos romanos e os soldados desarmados que fugiam eram massacrados. A maioria, pegos pela chama juntamente com os animais, acabaram se esmagando até a morte tentando escapar. O mesmo aconteceu com o exército de Asdrúbal, cujos soldados foram acordados com a notícia de que o acampamento vizinho ardia em chamas. Acreditando ser um acidente, muitos correram desarmados para tentar oferecer ajuda e foram esmagados pela força de Cipião. Apenas os pequenos grupos que protegiam Asdrúbal e Sífax conseguiram escapar.

### Segunda versão: ataque surpresa
Esta versão é confirmada por outros autores antigos como Floro e Frontino. Em "Guerras Púnicas", parte de sua "História de Roma", Apiano relata uma história diferente. Segundo ele, Cipião enviou apenas Massinissa e seus cavaleiros para evitar que Sífax ajudasse Asdrúbal. Com a maior parte de seus legionários, Cipião então atacou repentinamente o acampamento de Asdrúbal e massacrou quase todos os seus soldados, incluindo os fugitivos que foram perseguidos pela cavalaria. Quando Sífax recebeu notícias do ataque, ele enviou rapidamente um destacamento de cavalaria para ajudar Asdrúbal, mas este grupo foi destruído pelas forças de Massinissa. Temendo que Cipião voltasse suas forças para um novo ataque depois de derrotar o exército de Asdrúbal, Sífax abandonou seu acampamento e recuou em segurança com seu exército.

## Eventos posteriores
Os cartagineses sofreram pesadas baixas e suas forças terrestres foram praticamente eliminadas. Algumas fontes antigas não forneceram números específicos, mas falam em 30 000 ou 40 000 mortos e até 5 000 capturados. Quase todas as fontes (exceto Dião Cássio) concordam que as perdas romanas foram mínimas. Segundo Políbio, "...é impossível encontrar qualquer outro desastre que possa, mesmo exagerado, ser comparado com este pelo tanto que este excedeu em horror todos os eventos anteriores. Portanto, de todos os atos brilhantes de Cipião, este me parece o mais esplêndido e o mais audacioso". Com um único golpe, Cipião conseguiu acabar com o bloqueio cartaginês e reiniciar as operações do verão anterior. Logo depois ocorreu a Batalha das Grandes Planícies, uma nova derrota de Asdrúbal Giscão e Sífax que obrigou Cartago a reconvocar seus exércitos da Itália. Em 202 a.C., Cipião derrotou Aníbal na Batalha de Zama e forçou os cartagineses a negociarem a paz, encerrando assim a Segunda Guerra Púnica no ano seguinte.